# Dioscoro (nome)
Dioscoro  è un nome proprio di persona italiano maschile.

## Varianti
- Maschili: Dioscuro[1][2]

### Varianti in altre lingue
- Catalano: Dióscor[3]
- Greco antico: Διόσκουρος (Dioskouros)[4], Διόσκορος (Dioskoros)
- Latino: Dioscorus[4]
- Spagnolo: Dióscoro[3]

## Origine e diffusione
Deriva, tramite il latino Dioscorus, dal greco Διόσκουρος (Dioskouros) o Διόσκορος (Dioskoros); si tratta di un nome teoforico,  composto da Διος (Dios, genitivo di Zeus, quindi "di Zeus") e κόρος (kóros, "ragazzo"), e ha il significato complessivo di "figlio di Zeus". Il primo elemento si trova anche nei nomi Diomede, Diocle, Diodoro e Diogene.
Il nome, molto usato nel mondo greco, era diffuso anche grazie al culto dei Dioscuri, molto venerati in Laconia e Messenia. Il nome Dioscoride è derivato, in forma patronimica, da Dioscoro.

## Onomastico
L'onomastico si può festeggiare in memoria di vari santi, alle date seguenti:
- 18 gennaio, san Dioscoro, nobiluomo, martire in Egitto[5]
- 25 febbraio, san Dioscoro, martire in Egitto[1][3]
- 18 maggio, san Dioscoro, lettore di Cinopoli, martire ad Alessandria d'Egitto[1][5][6]
- 28 giugno, san Dioscoro, martire in Africa[5]
- 20 settembre, san Dioscoro, martire a Perge sotto Eliogabalo[5]
- 14 dicembre, san Dioscoro, fanciullo, martire con i santi Erone, Arsenio e Isidoro ad Alessandria d'Egitto[1][6]
- 21 dicembre, san Dioscoro, martire in Licia con san Temistocle sotto Valeriano[1][5]

## Persone
- Dioscoro, antipapa
- Dioscoro, grammatico e politico bizantino
- Dioscoro I, patriarca copto di Alessandria
- Dioscoro di Afrodito, poeta bizantino